# Здание администрации Ненецкого автономного округа
Здание администрации Ненецкого автономного округа (Дом Советов) — здание в Нарьян-Маре, в котором находятся Администрация Ненецкого автономного округа и Собрание депутатов Ненецкого автономного округа. Расположено по адресу улица Смидовича, 20. Объект культурного наследия регионального значения (регистрационный номер 831410065710005).
Ранее в здании располагались Ненецкий окрисполком и Ненецкий Окружной Совет народных депутатов (Окружной Совет депутатов трудящихся), а также Ненецкий окружной комитет КПСС, ЗАГС и военный комиссариат.
Является памятником архитектуры регионального значения. Строилось с 1937 года по 1941 год. Здание деревянное (из бруса), двухэтажное. П-образное в плане. Длина главного — западного — фасада составляет 65,5 м, высота — 7,8 м. Центральная часть — прямоугольная (15,1×18 м), выполнена из кирпича и оштукатурена. Её венчают большой (высота 4,2 м) и малый (высота 1,3 м) четверики, поставленные один на другой. Каждый четверик покрыт четырёхскатной крышей. Наверху конструкции шпиль (высота 10,4 м). На главном фасаде, на уровне второго этажа балкон, в длину трёх окон, над которыми расположен двускатный наличник. Деревянная часть покрыта двускатной крышей, обшита строганными досками и покрашена. До газификации Нарьян-Мара здание имело собственную угольную котельную. За период эксплуатации в здании проведено несколько перепланировок. На 2023 год запланирована реставрация объекта.